# クリスチャン・サイエンス
クリスチャン・サイエンス（Christian Science または、The Church of Christ, Scientist）は1879年、メリー・ベーカー・エディによってアメリカマサチューセッツ州ボストン市に創設されたキリスト教系の新宗教。ニューソートの一派として扱われることもある。

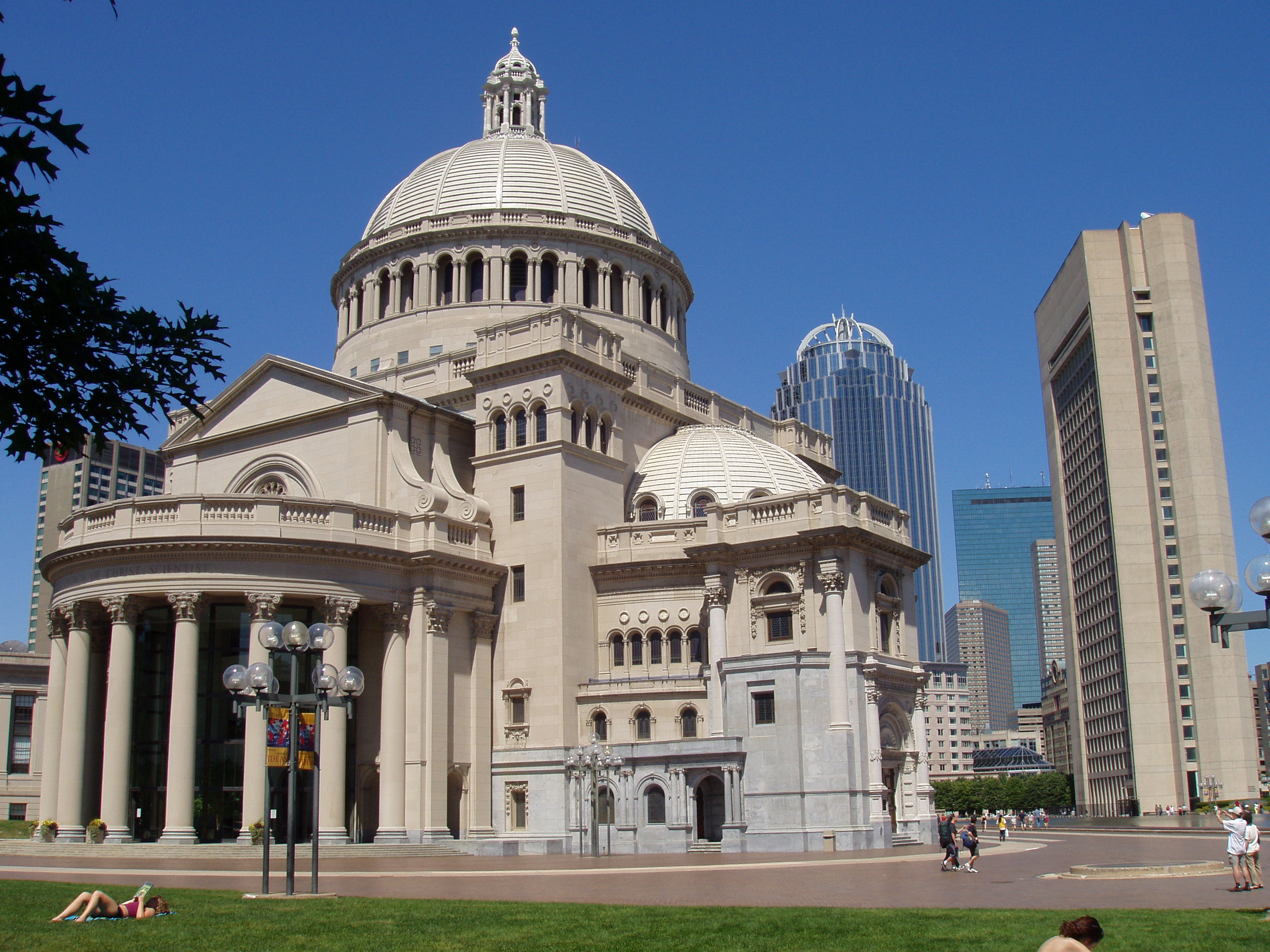
ボストンにある第一科学者キリスト教会(The First Church of Christ, Scientist)

## 歴史
エディはニューハンプシャー州ボウに生まれた。生まれつき神経性など体の不調のため病弱であったことから様々な民間療法を経験したが、ニューソートの創始者であるフィニアス・クインビーの暗示療法を経験したことが、その後の彼女の宗教面に於いて影響を受けることになる。その後、夫に先立たれるなどして不幸な出来事が続いた後、1866年に事故で負傷。その際、新約聖書に記されているイエスの癒やしの一つを考えるうちに回復に向かったということから、それに霊感を受けて彼女自身で聖書の研究会を立ち上げた。そして1875年に『Science and Health with Key to the Scriptures』(『科学と健康─付聖書の鍵』)を著し、全ての病気の原因は心的なものであり、人間の病気の本質は心の中の虚偽とか幻想から起るとし、それを取り除くためには神とつながる霊的理解によらねばならぬと唱えた。
1879年にクリスチャン・サイエンスを設立すると、マサチューセッツ州の、主として工場労働者を中心にこの運動を組織化、1892年、ボストンに母教会の第一科学者キリスト教会（The First Church of Christ, Scientist）が設立され、世界各地に支教会が数多く設けられた。日本では1907年（明治40年）にアメリカ人による礼拝が横浜で始まり、1920年（大正9年）に東京でも開始。1940年（昭和15年）に一旦解散したものの、戦後1946年（昭和21年）に京都で米兵による礼拝がグループとして再開、1947年（昭和22年）に東京の教会も再建された。

## 教義と活動
- ボストンに母教会、世界各地に支教会、小教会がある。
- アメリカでは、世界規模で発行されている新聞クリスチャン・サイエンス・モニター紙がこの教会から源をもつことで知られている。
- また、週刊／月刊で刊行物を発行しており、世界の各言語に翻訳されて発売されている。
- 日本では、表参道のユニオンチャーチ裏、京都地下鉄鞍馬口そばに教会があり、日曜礼拝、水曜礼拝が行われ、読書室がある。
- 聖書と健康と科学─付聖書の鍵（創始者の著書）を活動の指針としており、いわゆる牧師やシスターはいない。
- 実証（肉体的、心理的な癒やし）のない教えではない。（師イエスの言葉と業を記念するために・・・原始キリスト教と、その失われた癒やしの要素を復帰させる・・）
- 実証のために、実践士が世界各地にいる（クリスチャン・サイエンスの実践士は、祈りによる癒やしの仕事に全時間を捧げており、誰でもその助けを求めることができる）

クリスチャン・サイエンスの要点（一般的な意味での教義に対する信念は持たない）
1. 真理を固く守る者として、わたしたちは聖書の霊感に満ちた言葉を、永遠の生命に導く十分な指針とします。
2. わたしたちは、唯一至上で無限の神を認め、敬愛します。また、神の子、一つのキリスト、聖霊、すなわち神聖の慰め手、また、人が神の映像であり、似姿であることを認めます。
3. わたしたちは、神による罪の許しは罪の破壊にあり、また悪を非実在として追い払う霊的理解にあることを認めます。ただし、罪の信念は、その信念が続くかぎり罰せられます。
4. わたしたちは、イエスの贖罪が神聖の効力ある愛の証拠であって、その愛が道しるべであるキリスト・イエスを通して人が神と一体であることを展開してゆくことを認めます。また、人はキリストによって救われ、ガリラヤの預言者が、病人を癒やし、罪と死を克服した時に実証した真理・生命・愛によって救われることを認めます。
5. わたしたちは、イエスの十字架上の受難と彼の復活が信仰を高めて、永遠の生命、すなわち魂・霊がすべてであり。物質が無であることを理解する助けとなったことを認めます。
6. また、わたしたちは、絶えず目覚めており、キリスト・イエスのうちにあった心が、わたしたちの内にあるようにと祈り、そして他人にしてもらいたいことを他人にも行い、また恵み深く、正しく清くあるようにとおごそかに誓いをたてます。

簡単なQ&A
- 神とは何か？

神は、生命、真理、愛である。真理は実在であり、誤りは非実在である。神の同意語であるもののみが、真の実質である。
- 人とは何か？

人は愛の理念であり、映像である。人は神の複合理念であり、正しい理念をすべて含んでいる。神の映像・似姿を反映するもののすべての総称。聖書は、人が神の映像、似姿に造られていると教えている。すべての実在性は神と神の創造の中にあって、調和があり永遠である。神の創造するものは善である。人間の心、あるいは体の不調和は、すべて幻想であって、実在性も本体もないのに、実在で本体性があるように見えるものである。神はどこにでも存在し、神から離れては何も現存せず、力を持たない。

## 批判
クリスチャン・サイエンスが急激に勢力を伸ばした19世紀後半から20世紀初頭にかけてのアメリカは、のちに「金ぴか時代」と呼ばれる、拝金主義に浮かれた世相だった。クリスチャン・サイエンスもまた時流に乗り、自身や子供に病気を持った上流家庭の婦人をターゲットにして貪欲に富を追求した。すべての物質を否定するはずのクリスチャン・サイエンスの教義と自己矛盾した態度は、カトリックとプロテスタントなど既成宗教から批難された。また、マーク・トウェインはクリスチャン・サイエンスを宗教団体とは見なさず、嫌悪を込めて「トラスト」と呼んだ。
クリスチャン・サイエンスは神学や哲学的要素よりも信仰療法に重きを置いた特異な宗派であり、その名前と異なり、宗教でもなければ科学でもないという批判がある。もともと「クリスチャン・サイエンス」という言葉は、エディの師であるクインビーが自らの治療法に付けた名前だが、「サイエンス」という名称はクインビーもしくはエディがそう呼んだだけのことであり、19世紀の科学的実証主義を楽観的に信じた一般人に訴求した言葉でしかない。